# Mont-Dauphin
Pour les articles homonymes, voir Montdauphin, Gare de Montdauphin - Guillestre et Aéroport de Mont-Dauphin - Saint-Crépin.
Mont-Dauphin est une commune française située dans le département des Hautes-Alpes en région Provence-Alpes-Côte d'Azur.
Essentiellement constituée du fort du Mont-Dauphin, la commune est membre du Réseau des sites majeurs de Vauban, ensemble inscrit sur la liste du patrimoine mondial de l'UNESCO et adhérant à l'association Les Plus Beaux Villages de France.

## Toponymie
C'est lors de sa construction d'une place forte à la fin du XVIIe siècle, en mars 1693, que le plateau va devenir Mont-Dauphin, nommé ainsi en référence au Grand-Dauphin, le fils aîné du roi de Louis XIV, la place forte est située dans le Dauphiné.
Le site se verra appelé Mont-Lyon en 1793, qui sera orthographié Mont-Lion, pour redevenir Mont-Dauphin en 1814.
Mont Daufin en occitan.
Avant la construction de la forteresse, ce plateau s'appelait Millaures (mille aures en occitan), ce qui signifie balayé par « mille vents ». Sur certaines cartes anciennes, le lieu est nommé Saint Antoine du Bouchet jusqu'en 1700.

## Géographie

### Situation et description
Mont-Dauphin est situé à 5,7 km de Guillestre et à 18,2 km au nord-est d'Embrun, sur un plateau rocheux qui surplombe le confluent des vallées de la Durance, du Guil et du torrent de la Chagne, qui drainent les vallées menant aux cols Agnel, du Montgenèvre et de Vars.
Depuis 2025, la commune fait partie de l'association Les Plus Beaux Villages de France.

### Voies de communications et transports

#### Voies routières
La commune est située au carrefour de la route nationale 94 qui relie Gap à Montgenèvre et l'Italie par Briançon et de la route départementale 902 qui permet de rejoindre le Queyras au nord-est et la vallée de l'Ubaye au sud-est par le col de Vars.

#### Lignes d'autobus
La commune est desservie par le réseau régional de transports en commun Zou !.

#### Desserte ferroviaire

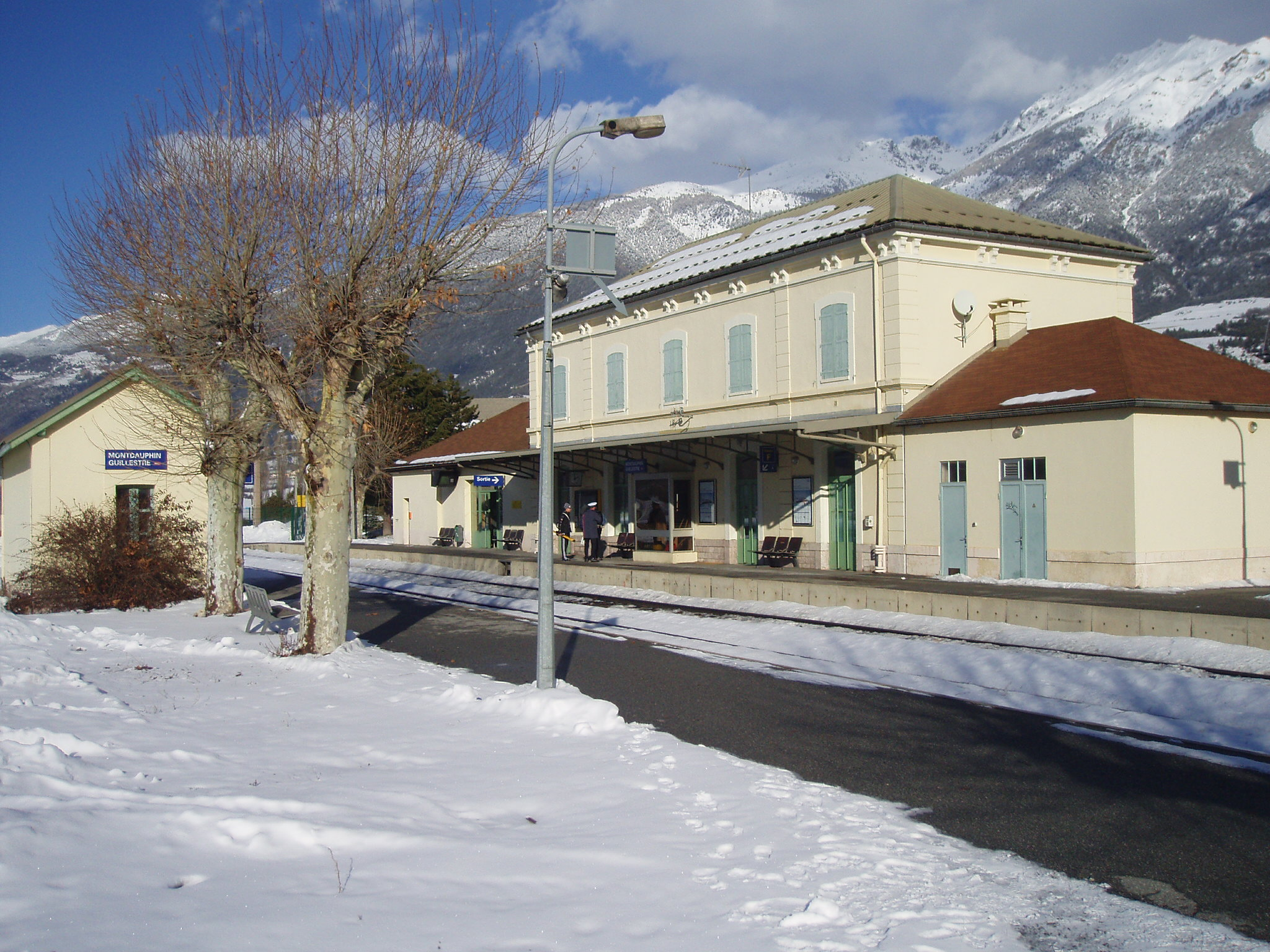
La gare de Montdauphin - Guillestre en hiver.

La commune est desservie par la ligne de Gap à Briançon, à la gare de Montdauphin - Guillestre. Cette gare offre notamment l'accès aux trains SNCF Intercités de nuit pour Paris.

#### Transports aériens
Les aéroports les plus proches sont :
- Aéroport Marseille-Provence
- Aéroport de Nice-Côte d'Azur
- Aéroport de Lyon-Saint-Exupéry

### Communes limitrophes
La commune de Mont-Dauphin a la particularité de n'être limitrophe que d'une seule commune puisqu'elle est enclavée dans la commune d'Eygliers.
|          | Eygliers     |          |
| Eygliers | Mont-Dauphin | Eygliers |
|          | Eygliers     |          |

### Géologie et relief
Mont-Dauphin est bâti sur une terrasse fluvio-glaciaire. Coupée en deux par le Guil, cette terrasse constitue maintenant deux plateaux : le plateau de Mont-Dauphin en rive droite, où se trouve la commune et le plateau de la Chalp en rive gauche, dans la commune de Guillestre.
Cette terrasse de moraine est constituée de poudingues très indurés à galets bien arrondis, plus ou moins stratifiés. L'érosion épargne plus cette roche, formant des pinacles constitués de poudingue particulièrement résistant.

### Hydrographie et les eaux souterraines

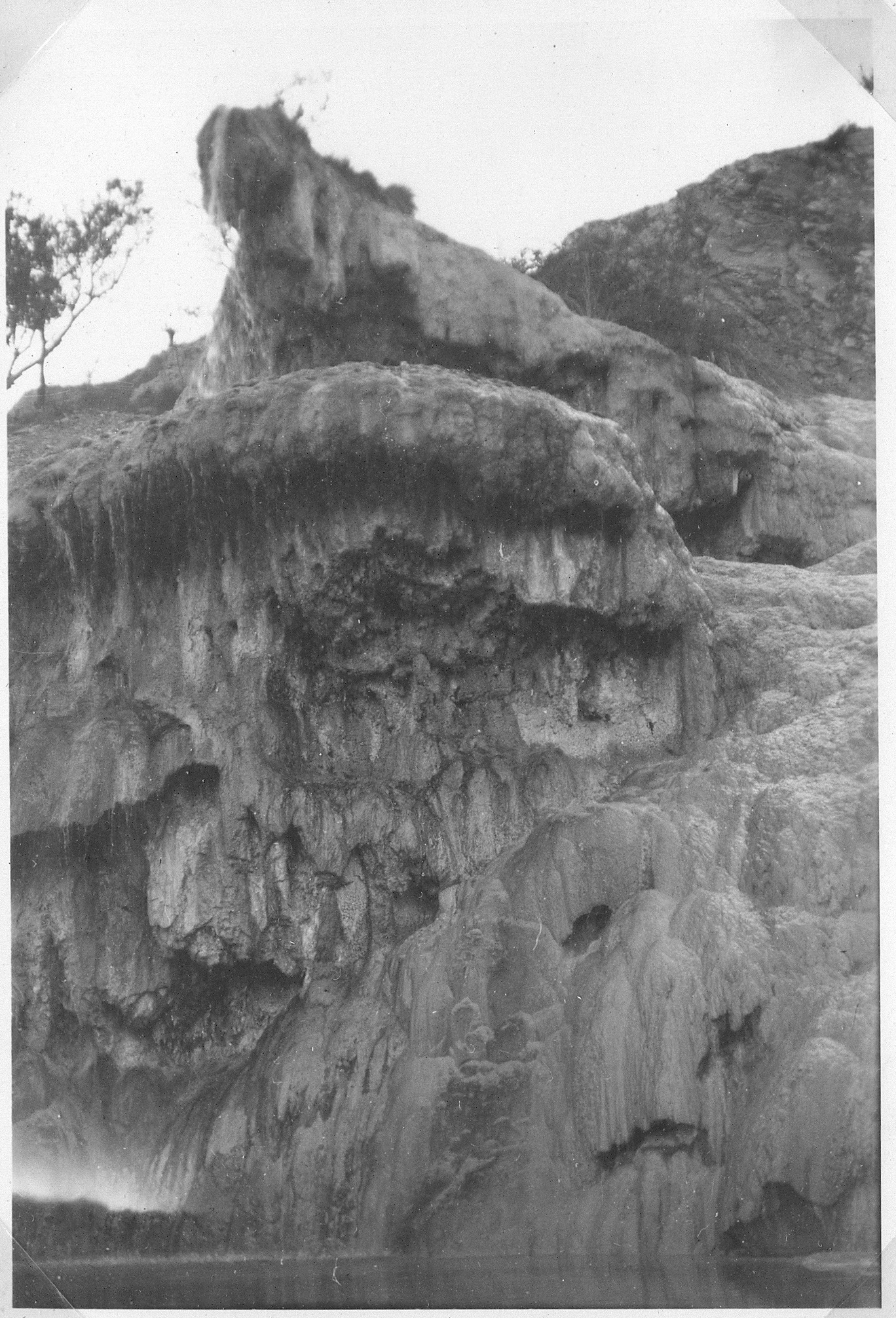
La fontaine pétrifiante vue en 1936.

Le plus spectaculaire est surnommé localement « la Main du Titan », site classé par arrêté du 31 mai 1937. Une faille majeure qui permet la remontée d'eau profonde, est à l'origine d'une source thermale se trouve à son pied (Plan de Phazy) ainsi qu’une source pétrifiante (source de Réotier).

#### L’alimentation en eau
Il a été envisagé de creuser des puits, mais la dépense parut excessive.
L’alimentation en eau fut d’abord assurée par le captage de la source de Champ-Chignon, située entre Eygliers et Mont-Dauphin. Le tracé de la conduite en mélèze est marqué par une borne de marbre toutes les deux toises.
Une deuxième source est captée, celle de la combe de Loubatière, sur le mont de Catinat. La conduite est construite sur un socle en maçonnerie : la partie inférieure est en fonte, et couverte de grès.
En 1746, la conduite de Champ Chignon est refaite en terre cuite. Les deux sont ensuite refaites en ciment (1854), moins cher que le plomb.
Ces deux conduites alimentent quatre fontaines, et deux citernes creusées pour la troupe. La première de 365 m3, sous le pavillon du Génie. Une seconde de 1 840 m3 est creusée en 1727-1730, en deux salles de 30 × 6 × 5 à 6 m de haut, entre les casernes. Les deux ensembles permettaient à une garnison de 3 000 hommes et à la population civile de tenir 60 jours (sans incendie).
Un nouveau captage, à la source de Gros, est réalisé en 1955-1957, et un nouveau réservoir construit en 1980.

### Sismicité
Commune située dans une zone 4 de sismicité moyenne.

### Climat
Pour des articles plus généraux, voir Climat de Provence-Alpes-Côte d'Azur et Climat des Hautes-Alpes.
En 2010, le climat de la commune est de type climat des marges montargnardes, selon une étude du Centre national de la recherche scientifique s'appuyant sur une série de données couvrant la période 1971-2000. En 2020, Météo-France publie une typologie des climats de la France métropolitaine dans laquelle la commune est exposée à un climat de montagne ou de marges de montagne et est dans la région climatique Alpes du sud, caractérisée par une pluviométrie annuelle de 850 à 1 000 mm, minimale en été.
Pour la période 1971-2000, la température annuelle moyenne est de 8,9 °C, avec une amplitude thermique annuelle de 18,1 °C. Le cumul annuel moyen de précipitations est de 764 mm, avec 6,8 jours de précipitations en janvier et 6,1 jours en juillet. Pour la période 1991-2020, la température moyenne annuelle observée sur la station météorologique de Météo-France la plus proche, « St Crépin », sur la commune de Saint-Crépin à 4 km à vol d'oiseau, est de 10,0 °C et le cumul annuel moyen de précipitations est de 743,9 mm. 
La température maximale relevée sur cette station est de 38,3 °C, atteinte le 23 août 2023 ; la température minimale est de −20,6 °C, atteinte le 18 décembre 2010,,.
Les paramètres climatiques de la commune ont été estimés pour le milieu du siècle (2041-2070) selon différents scénarios d'émission de gaz à effet de serre à partir des nouvelles projections climatiques de référence DRIAS-2020. Ils sont consultables sur un site dédié publié par Météo-France en novembre 2022.

## Urbanisme

### Typologie
Au 1er janvier 2024, Mont-Dauphin est catégorisée commune rurale à habitat dispersé, selon la nouvelle grille communale de densité à 7 niveaux définie par l'Insee en 2022.
Elle appartient à l'unité urbaine de Guillestre, une agglomération intra-départementale dont elle est une commune de la banlieue,. La commune est en outre hors attraction des villes,.

### Occupation des sols
Le tableau ci-dessous présente l'occupation des sols de la commune en 2018, telle qu'elle ressort de la base de données européenne d’occupation biophysique des sols Corine Land Cover (CLC).
La commune est régie par le Règlement national d'urbanisme.
| Type d’occupation                            | Pourcentage | Superficie (en hectares) |
| -------------------------------------------- | ----------- | ------------------------ |
| Systèmes culturaux et parcellaires complexes | 73,0 %      | 42,9                     |
| Forêts de feuillus                           | 0,3 %       | 0,2                      |
| Forêt et végétation arbustive en mutation    | 26,7 %      | 15,7                     |
| Source : Corine Land Cover                   |             |                          |

## Histoire
Fondée en 1693 par Vauban, Mont-Dauphin est avant tout une place forte destinée à verrouiller les accès des vallées de la haute Durance et du Guil. Mont-Dauphin est membre du Réseau des sites majeurs de Vauban, inscrit sur la liste du patrimoine mondial de l'UNESCO en juillet 2008.

### La place forte: construction et description

#### Fondation de la ville et première phase de construction: 1693-1708
Avec l’accord de Versailles (le 4 mars 1693), les travaux commencent dans l’urgence, pour être finis en un minimum de temps, Versailles craignant une nouvelle offensive savoyarde. Mais le poudingue est non seulement plus dur à creuser que prévu, mais aussi moins compact et donc moins stable que ne le pensait Vauban. Du coup, les fossés doivent être maçonnés pour ne pas s’effondrer. La réalité du chantier, à 1 000 mètres d’altitude, véritable défi à la montagne, n’est pas non plus conforme aux plans prévus : les travaux sont interrompus chaque année dès octobre. L’emploi des galets de déblai et du Guil dans la maçonnerie entraîne l’effondrement de la demi-lune de Berry en 1697
La place est carrée, suivant le profil du promontoire. Trois côtés sont peu menacés, dominant les alentours de 100 m de haut. Le front qui subira l’attaque est le front d’Eygliers, donc il reçoit les principales défenses. Les fronts du Guil et de la Durance sont secondaires. Le front d’Embrun surveille la route de Briançon.

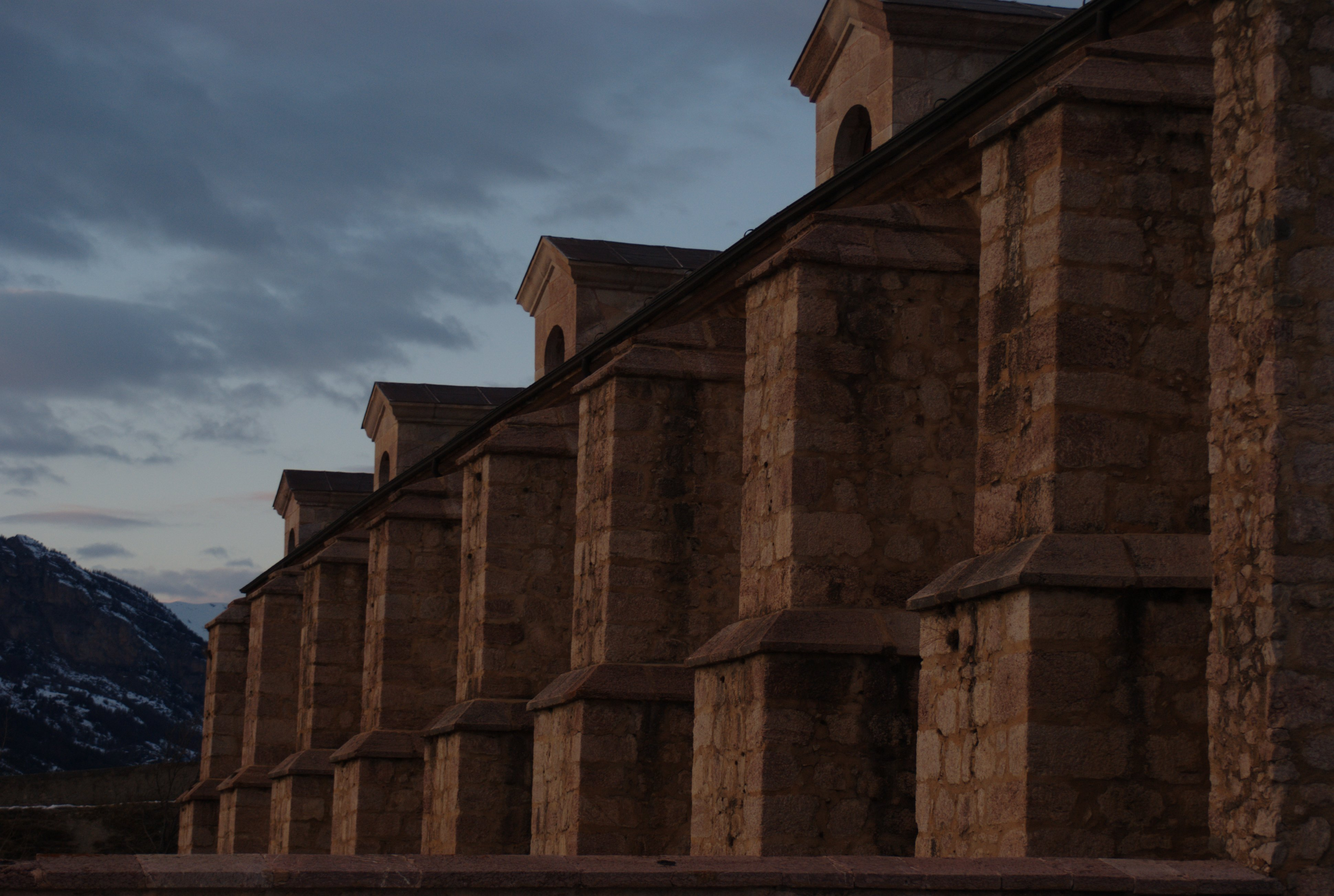
L'arsenal.

Le front d’Eygliers, doté de trois bastions et qui barre le plateau, est presque achevé lors de la seconde visite de Vauban, en 1700. À cette date, la place est presque fermée sur les trois autres fronts. Les casernes, l’arsenal, le magasin à poudre, 25 maisons civiles sont déjà construites,.
Vauban rédige alors une « Addition au projet de Mont-Dauphin », pour corriger certains défauts de la place :
- le front d’Eygliers couvre mal de ses feux le terrain en avant de la place, et Vauban demande trois redoutes pour combler ce manque[31] ;
- l’urgence des travaux a entraîné des effondrements ;
- le front du Guil est menacé par la proximité du plateau de Guillestre, et il doit être rendu plus épais et plus haut, pour dissimuler la place aux vues de l’ennemi[33].

Vauban est par ailleurs persuadé que les problèmes proviennent de malfaçons et des incompétences des ingénieurs locaux.

##### Travaux complémentaires duXVIIIesiècle
Les travaux ralentissent après le traité d'Utrecht (1713) et le rattachement de l’Ubaye à la France, qui placent Mont-Dauphin en seconde ligne. De simples retranchements de terre sont creusés en 1715 en avant du front d’Eygliers. Une deuxième caserne est construite en 1707, une citerne terminée en 1729. L’arsenal est agrandi en 1751-1757.
Plusieurs éléments poussent au remaniement du front d’Embrun. Il est la batterie qui bloque les mouvements ennemis dans la vallée du Guil et de la Durance. De plus, il surplombe une terrasse cachée à sa vue, où l’ennemi pourrait stationner et donner l’assaut. Il est renforcé à partir de 1755, mais les constructions actuelles datent d’entre 1765 et 1785. Les casemates datent de 1765, et la rampe d’accès est construite à partir de 1772 : elle était attendue depuis longtemps, car elle permet d’ouvrir une seconde porte (la porte d’Embrun, qui date de 1784) dans l’enceinte et évite aux commerçants le long détour par Eygliers. Le front est encore amélioré par la caserne Rochambeau. Les lenteurs de construction causent des faiblesses dans les voûtes, qui sont renforcées d’élégants arcs-boutants, qui supportent également un escalier permettant d’accéder au toit-terrasse qui participe à la défense. Une élégante fontaine entre deux escaliers courbes est construite contre la même caserne également en 1785.
Un hôpital est également construit.
Sur le front d’Eygliers, le pont de bois est reconstruit en pierre. Des retranchements de terre sont aménagés dès 1715 en avant des bastions, les redoutes préconisées par Vauban étant repoussées. Enfin, avec les guerres de la Révolution, une lunette à la d’Arçon est construite en avant du front d’Eygliers pour mieux le couvrir (1791-1803).

##### Lalunette d’Arçon
Mont-Dauphin conserve une des lunettes avancées (selon le modèle conçu par Le Michaud d'Arçon) à réduit et casemates à feux de revers de France (voir photo), qui est construite entre 1791 et 1803,. Trois autres lunettes existent en effet à Besançon, Tousey et Trois Chatels et la troisième dans le fort de Chaudanne.
La lunette est construite comme le reste de la place en marbre rose. Elle est reliée à la place par un souterrain, et aux casemates du fossé, qui offrent des feux de revers sur ses fossés, par le même souterrain prolongé. Elle se couvre elle-même (car les feux de la place ne la protègent pas). Une tour à deux niveaux, le réduit de sûreté, bat la lunette qui aurait été prise, et le terrain située entre elle et la place. Son efficacité militaire ne fait pas l’unanimité : cependant Robert Bornecque est positif. Son originalité de conception est en tout cas saluée par tous les auteurs.

#### Les améliorations duXIXesiècle
Une plantation est réalisée par le capitaine Massillon entre 1818 et 1826. Plusieurs essences sont essayées, les frênes et les tilleuls sont ceux qui survivent le mieux. Elle améliore la vie dans la ville : elle offre une promenade, coupe les vents, et fournit une réserve de bois en cas de siège. Le même capitaine du génie remplace la terrasse de terre de la caserne Rochambeau, qui causait des infiltrations, par une belle charpente à la Philibert Delorme.
Le magasin à poudre est enterré, d’abord sous un mètre de terre en 1820, puis dans le programme de travaux des années 1880,, avec la construction de batteries d’artillerie lourde à longue portée et à ciel ouvert. Ces batteries sont construites avec les pierres de la nef inachevée de l’église à partir de 1873.
La plus importante batterie est la batterie centrale, construite pour cinq emplacements de grosses pièces, avec quatre soutes à munitions. Une batterie est établie sur le front du Guil, en 1880.
D’autres travaux de détail ont lieu au XIXe siècle :
- sur le front d’Embrun, la batterie Saint-Guillaume est construite en 1822 et modifiée en 1857[49] ;
- sur le même front, un pont-levis est établi sur un fossé de 4 m de large et 2,5 m de profondeur dans les années 1830[50] ;
- des coupures sont établies sur le front de la Durance, pour éviter l’infiltration de petites unités d’infanterie, dans les années 1832-1860[51].

### Le raid de 1692
En 1692, durant la guerre de la Ligue d'Augsbourg et malgré une alliance matrimoniale avec la France, Victor-Amédée II, duc de Savoie, s’est joint aux Alliés (Angleterre, Autriche, Provinces-Unies) en juin 1690. De juillet à septembre 1692, à la tête d’une armée de quarante-cinq mille hommes, il envahit le Queyras et la vallée de la Durance, pour créer une diversion et diviser les forces françaises, dévastant tout sur son passage : ponts, villages, récoltes sur pied. Gap, Embrun, Guillestre sont prises et pillées. Seules l’arrivée de l’automne et la petite vérole font faire demi-tour à l’armée piémontaise. Il est ainsi démontré que les montagnes des Alpes ne sont pas suffisantes pour arrêter une armée.

### La tournée d’inspection de Vauban et la fondation de Mont-Dauphin

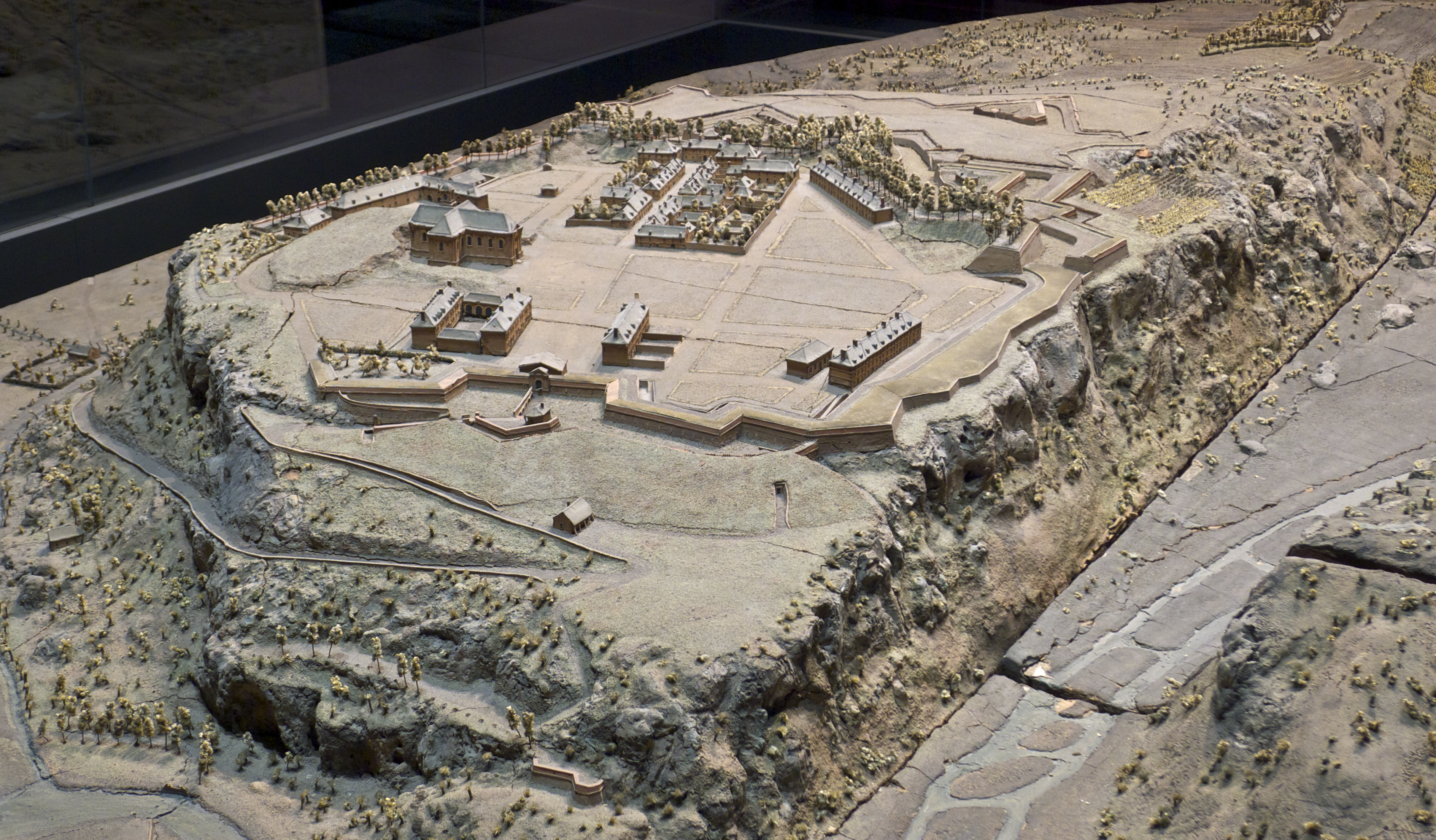
Plan-relief au 1/600 de la forteresse de Mont-Dauphin, construit en 1695. Le développement attendu de la ville a été anticipé. L’église est représentée terminée alors qu’elle n’a jamais été achevée.

En septembre, sur ordre du roi, Vauban abandonne la réfection de la fortification de Namur dont il vient de s’emparer, pour inspecter la frontière des Alpes. Après avoir fait une reconnaissance, la « borne » qu’il choisit, en novembre 1692, est une position conseillée par Catinat, surplombant par des escarpements de 100 m de haut le confluent du Guil et de la Durance. L’ingénieur propose d’y construire une place forte nouvelle, destinée à verrouiller la vallée du Guil, et accueillant une population civile. « Je ne sais point de poste en Dauphiné, explique-t-il, pas mesme en France, qui lui puisse être comparé pour l’utilité […]. C’est l’endroit de montagnes où il y a le plus de soleil et de terre cultivée, il y a même des vignes dans son territoire, des bois, de la pierre de taille, du tuf excellent pour les voûtes, de la pierre ardoisine, de bon plâtre, de fort bonne chaux et tout cela dans la distance d’une lieue et demie, pas plus […]. Et quand Dieu l’aurait fait exprès, il ne pouvait estre mieux ».
Comme à son habitude, Vauban a tout prévu, tout calculé et, notamment, le coût de l’entreprise, dans un « Abrégé estimatif de toute la dépense de Mont-Dauphin » : il évalue les travaux à 770 000 livres, une somme raisonnable dans une année de crise car le royaume, entre 1692 et 1694, épuisé par les dépenses de la guerre, doit aussi faire face à la plus grave crise de subsistances du XVIIe siècle. Le projet est approuvé rapidement, le 4 mars 1693, notamment en raison de la qualité du roc de Mont-Dauphin, du poudingue, et de l’abondance du marbre rose à Eygliers.
La construction débute immédiatement, et l’essentiel est réalisé ou commencé quand Vauban inspecte la place en 1700. Avec la signature du traité d’Utrecht et l’éloignement de la frontière, les seuls travaux concernent des aménagements de détail et les adaptations indispensables aux évolutions techniques, et ce jusqu’à la Seconde Guerre mondiale.

#### La vie dans la place
La vie à Mont-Dauphin a toujours été décrite comme morne, ennuyeuse, voire déprimante : longueur des hivers, isolement (une seule sortie vers Eygliers), le vent permanent. Pour que les soldats vivent un peu mieux les longues attentes de l’ennemi, Vauban a conçu un projet de ville royale complète, la population civile soutenant le moral de la garnison. Les maisons sont construites sur un plan préétabli, avec des caves voûtées servant d’abri, un rez-de-chaussée réservé aux échoppes, un étage pour l’habitation et, enfin, un grenier. Des rues droites et larges suivent une gargouille centrale en marbre rose ; des fontaines et des lavoirs sont des équipements urbains qui facilitent la sociabilité de la vie quotidienne. Pour attirer la population, les terrains sont gratuits pour qui veut construire, et les habitants bénéficient de franchises d’impôts.
Pour favoriser le développement de la ville, il est demandé le transfert d’administrations de Guillestre, qui n’eut jamais lieu. Un marché et des foires sont institués en 1765 ; mais les contraintes, règlement sur les constructions, fermeture de la ville le soir, discipline militaire, une seule porte d’entrée, à l’opposé de la grande route, les inconvénients de la présence de nombreux soldats célibataires, limitent la population civile à un maximum de cinq cents habitants au XVIIIe siècle.
Bénéficiant de franchises fiscales, la communauté de Mont-Dauphin (réunie à celle d’Eygliers en 1753, avec trois consuls dont le premier était toujours de Mont-Dauphin), a toujours maintenu un instituteur, financé grâce au privilège de non-taxe sur le bétail à pied fourchu entrant dans la place, et proposé une instruction gratuite. Après 1826, les écoles de filles et de garçons sont séparées.
Pour limiter la dépense en ravitaillement, et les désertions causées par la situation difficile de la ville, la garnison qui compte deux bataillons au début du siècle (qui participent aux travaux), est répartie entre un bataillon logé à Embrun, et un autre bataillon dont une partie est casernée à Gap et l’autre qui garde effectivement la place de Mont-Dauphin.
En montagne et en l’absence de routes, le mulet, animal de bât, a l’avantage sur les animaux de trait grâce à sa force, sa sobriété et à sa grande capacité à évoluer en terrains accidentés. Au XVIIIe siècle, la place dépendait entièrement des mulets pour son ravitaillement : ils furent ainsi entre 100 et 300 à stationner à Mont-Dauphin durant plus de deux cents ans. Vivres et munitions étaient acheminées par de longues caravanes de mulets bâtés.
Formidable instrument de dissuasion, la place forte n’a jamais connu de siège et faute d’habitants qui acceptèrent de vivre près de la garnison, les soldats furent condamnés, comme l’explique un contemporain, « à ne trouver dans leurs camarades que l’ennui qui leur est devenu commun ». Et c’est ainsi que Mont-Dauphin battit des records de désertion.

### Guerres de la Révolution et de l’Empire
Au début de la Révolution, Rostaing et Michaud d'Arçon inspectent les places de l’Est de la France, du Jura à la Méditerranée. Comme pour presque toutes les places visitées, d’Arçon propose une lunette à la d’Arçon. Une des rares à être construites l’est à Mont-Dauphin de 1791 à 1801. Le 23 décembre 1792, devançant le décret de la Convention du 25 vendémiaire an II invitant les communes ayant des noms pouvant rappeler les souvenirs de la royauté, de la féodalité ou des superstitions, à les remplacer par d'autres dénominations, le nom de la ville est changé en Mont-Lionceau ; la Convention le change en Mont-Lion (la forme Mont-Lyon est également courante), et fait exceptionnel, ce nom est resté d’usage jusqu’en 1814/1815.
La conquête de la Savoie, puis la victorieuse campagne d'Italie de Bonaparte éloignent le danger : la garnison est progressivement réduite, et les 120 canons présents dans la place en 1792 lui sont retirés. Ils servent notamment au siège de Toulon.
La place sert de prison à des moines espagnols, puis aux Autrichiens fait prisonniers en 1796-1797. Ils sont rejoints après 1808 par des Anglais du régiment Royal-Malte (faits prisonniers lors de la prise de Capri par le général Lamarque), des soldats de la Légion allemande. En 1812, 2 000 Anglais sont prisonniers à Mont-Dauphin, accompagnés de leurs femmes et de leurs enfants. L’effet déprimant de la place agit aussi sur ces prisonniers, dont certains s’engagent dans les armées françaises.
En 1799, 800 hommes des 74e et 107e demi-brigades de deuxième formation abandonnent matériel et drapeaux pour fuir cette garnison particulièrement mal aimée. De 1799 à 1809, le commandant de place est le général Carpantier, ancien prêtre. Le chef de bataillon Garnier lui succède jusqu’aux Cent-Jours.
Pendant les Cent-Jours, le commandant de place est un colonel d'artillerie à la retraite, Cabrié. Après l’abdication de Napoléon Ier, avec le général Éberlé qui commande à Briançon, ils refusent le passage aux Alliés revenant de Grenoble pour prendre la route du Montgenèvre : le dernier bataillon sarde ne passe le col que le 13 novembre.

### XIXesiècle

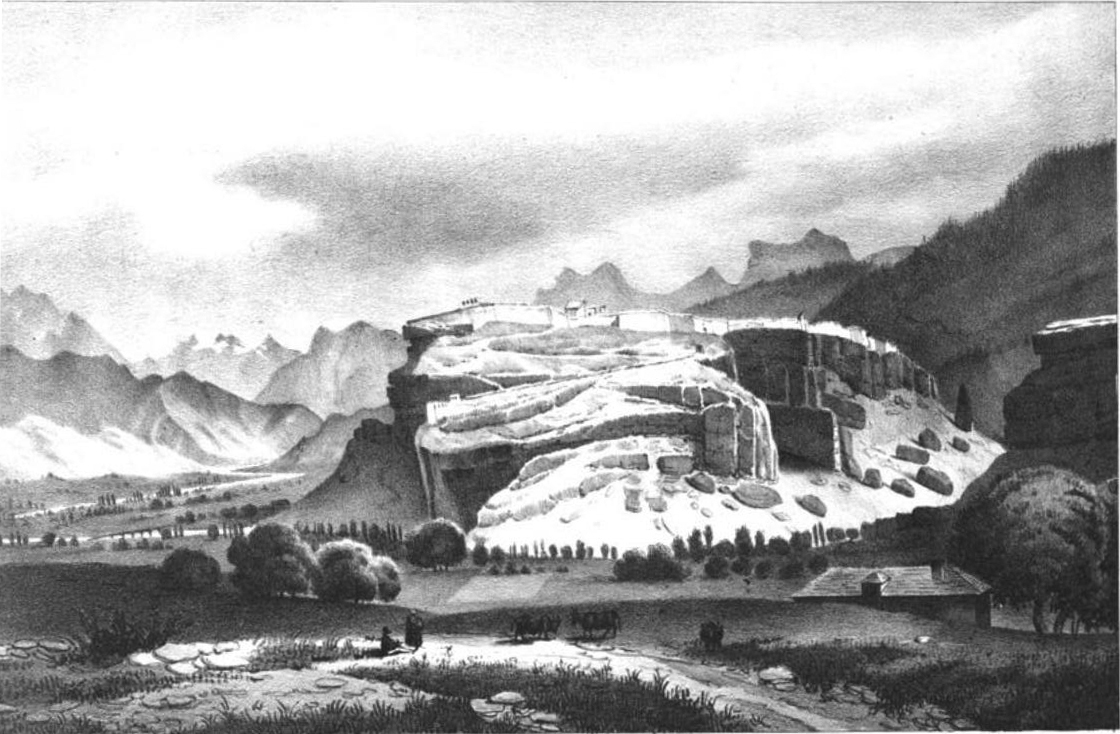
Mont-Dauphin au XIXe siècle illustrée par Alexandre Debelle (1805-1897).

La garnison est réduite à un bataillon après 1815.
La ligne de chemin de fer venant de Gap arrive en 1883 à Eygliers, au pied de Mont-Dauphin. La ligne est prolongée jusqu’à Briançon en 1884.
De 1880 à 1914, la garnison se limite à deux ou trois compagnies d’infanterie ou de chasseurs alpins, et une batterie d’artillerie à pied.

### XXe–XXIesiècles
Durant la Première Guerre mondiale, la place accueille des Serbes réfugiés.
Après 1919, la place n’est occupée par des troupes que par intermittence.
Le baptême du feu de la place intervient lors du bombardement par un avion italien le 22 juin 1940, qui déclenche un incendie et détruit l’aile la plus ancienne de l’arsenal,. Des détachements italiens et allemands y cantonnent épisodiquement durant l’Occupation. À la fin juin 1944, une colonne allemande est accrochée par les FFI au plan de Phazy. Des miliciens et le détachement allemand de Guillestre s’y réfugient à l’été 1944 : ils capitulent le 20 août face aux FFI, par manque d’eau (les conduites amenant l’eau de l’extérieur de la place ayant été coupées par les assiégeants).
En 1956, après l’insurrection de Budapest, les bâtiments sont prêtés par le gouvernement français à des réfugiés hongrois. En 1962, ce sont des Pieds-Noirs qui y sont hébergés.
En décembre 1965 la place forte est déclassée, et l’ensemble des bâtiments militaires sont classés monument historique le 18 octobre 1966.
Le 7 juillet 2008, l’UNESCO inscrit Mont-Dauphin, avec onze autres sites du réseau des sites majeurs de Vauban, à la Liste du patrimoine mondial.

## Politique et administration

### Budget et fiscalité 2021

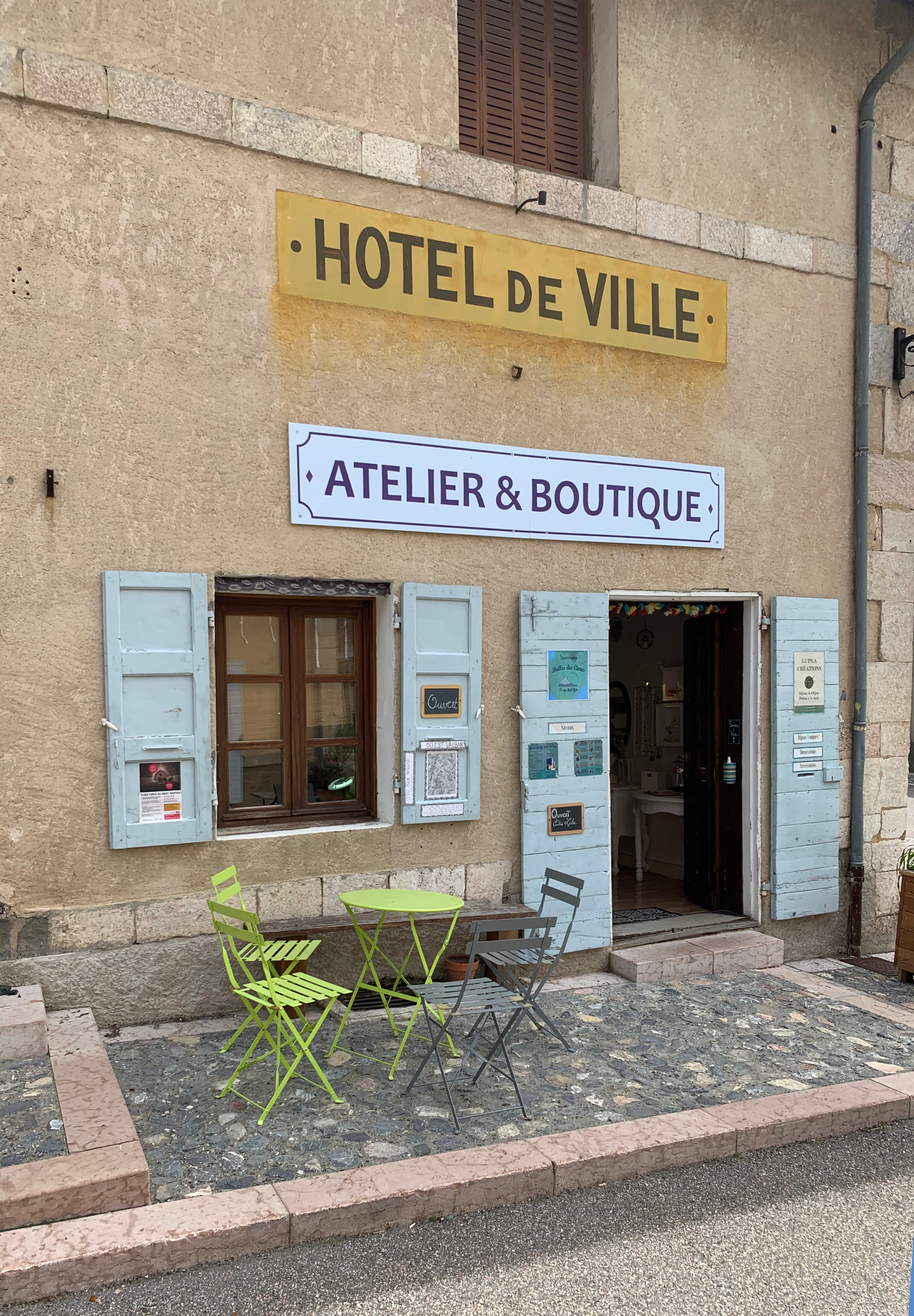
Ancien hôtel de ville.

En 2021, le budget de la commune était constitué ainsi :
- total des produits de fonctionnement : 298 000 €, soit 1 696 € par habitant ;
- total des charges de fonctionnement : 239 000 €, soit 1 359 € par habitant ;
- total des ressources d’investissement : 102 000 €, soit 582 € par habitant ;
- total des emplois d’investissement : 61 000 €, soit 347 € par habitant.
- endettement : 93 000 €, soit 528 € par habitant.

Avec les taux de fiscalité suivants :
- taxe d’habitation : 14,53 % ;
- taxe foncière sur les propriétés bâties : 42,32 % ;
- taxe foncière sur les propriétés non bâties : 21,90 % ;
- taxe additionnelle à la taxe foncière sur les propriétés non bâties : 0,00 % ;
- cotisation foncière des entreprises : 0,00 %.

Chiffres clés Revenus et pauvreté des ménages en 2020 : médiane en 2020 du revenu disponible, par unité de consommation : 19 620 €.

### Liste des maires
| Période                                  | Période      | Identité              | Étiquette | Qualité                                                 |
| ---------------------------------------- | ------------ | --------------------- | --------- | ------------------------------------------------------- |
| Les données manquantes sont à compléter. |              |                       |           |                                                         |
| 1855                                     | 1865         | Pierre-Claude Névière |           | Exerçant en parallèle son métier de boucher charcutier. |
|                                          |              |                       |           |                                                         |
|                                          |              | André Golaz           |           | ancien militaire, monographe de la place forte          |
| mars 2001                                | 2019         | Gilbert Fiorletta     | DVG       | Retraité                                                |
| février 2019                             | juillet 2020 | François Raïtberger   |           | Retraité salarié du secteur privé                       |
| juillet 2020                             | En cours     | Cyr Piaton,           |           | Ingénieur ou cadre technique d'entreprise               |

### Intercommunalité
Mont-Dauphin fait partie :
- de 2001 à 2017, de la Communauté de communes du Guillestrois ;
- depuis le 1er janvier 2017, de la Communauté de communes du Guillestrois et du Queyras[75].

## Population et société

### Démographie

#### Évolution démographique
L'évolution du nombre d'habitants est connue à travers les recensements de la population effectués dans la commune depuis 1793. Pour les communes de moins de 10 000 habitants, une enquête de recensement portant sur toute la population est réalisée tous les cinq ans, les populations de référence des années intermédiaires étant quant à elles estimées par interpolation ou extrapolation. Pour la commune, le premier recensement exhaustif entrant dans le cadre du nouveau dispositif a été réalisé en 2008.

En 2022, la commune comptait 169 habitants, en évolution de +9,74 % par rapport à 2016 (Hautes-Alpes : +0,4 %, France hors Mayotte : +2,11 %).
| 1793 | 1800 | 1806 | 1821 | 1831 | 1836 | 1841 | 1846 | 1851 |
| ---- | ---- | ---- | ---- | ---- | ---- | ---- | ---- | ---- |
| 365  | 219  | 327  | 307  | 378  | 394  | 669  | 589  | 474  |

| 1856 | 1861 | 1866 | 1872 | 1876 | 1881 | 1886 | 1891 | 1896 |
| ---- | ---- | ---- | ---- | ---- | ---- | ---- | ---- | ---- |
| 835  | 657  | 518  | 493  | 355  | 398  | 510  | 788  | 617  |

| 1901 | 1906 | 1911 | 1921 | 1926 | 1931 | 1936 | 1946 | 1954 |
| ---- | ---- | ---- | ---- | ---- | ---- | ---- | ---- | ---- |
| 706  | 810  | 745  | 127  | 162  | 129  | 169  | 114  | 505  |

| 1962 | 1968 | 1975 | 1982 | 1990 | 1999 | 2006 | 2008 | 2013 |
| ---- | ---- | ---- | ---- | ---- | ---- | ---- | ---- | ---- |
| 142  | 59   | 67   | 83   | 73   | 87   | 130  | 142  | 152  |

| 2018 | 2022 | - | - | - | - | - | - | - |
| ---- | ---- | - | - | - | - | - | - | - |
| 174  | 169  | - | - | - | - | - | - | - |

En 1841, la population comprenait 282 hommes du 82e régiment d'infanterie (France), et 110 soldats en 1881.

### Enseignement
Établissements d'enseignements :
- Écoles maternelles près de Mont-Dauphin,
- Écoles primaires, près de Mont-Dauphin,
- Collèges à Guillestre, l'Argentière-la-Bessée,
- Lycée à Embrun.

### Santé
Professionnels et établissements de santé :
- Médecins à Risoul, Guillestre, Vars, L'Argentière-la-Bessée,
- Pharmacies à Risoul, Guillestre, Vars, Embrun,
- Le centre hospitalier intercommunal des Alpes du Sud (CHICAS) de Gap-Sisteron[83].

### Cultes
- Culte catholique, Paroisse de Mont-Dauphin[84], Diocèse de Gap.

## Économie

### Entreprises et commerces

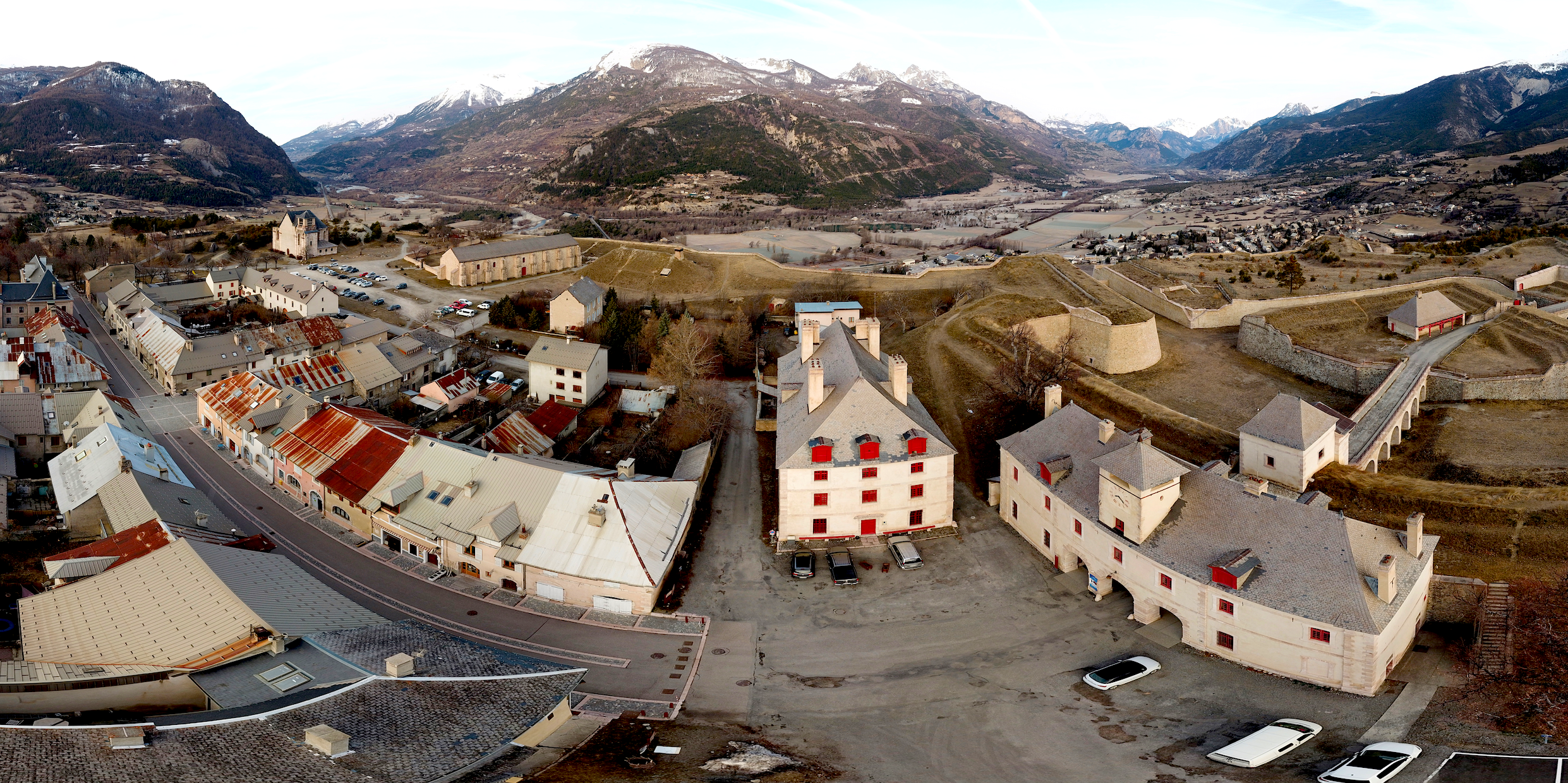
Pavillon des Officiers au centre du Fort du Mont-Dauphin.

#### Agriculture
- Culture et élevage.

#### Tourisme
- Chambres d'hôtes[85].
- Le Pavillon des Officiers
- Restaurant.

#### Commerces et services
- Atelier d'artisanat d'art[86].
- Artisan tailleur de pierre.

## Culture et patrimoine

### Lieux et monuments

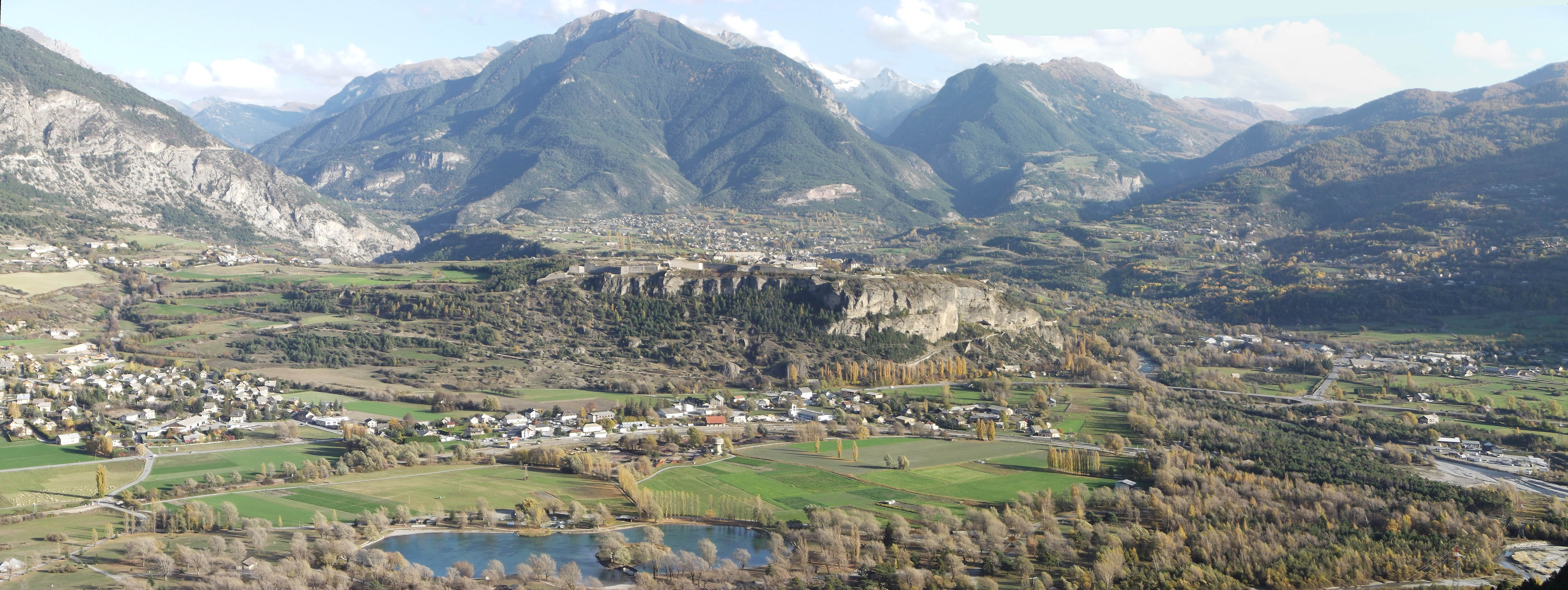
Vue générale de Mont-Dauphin.

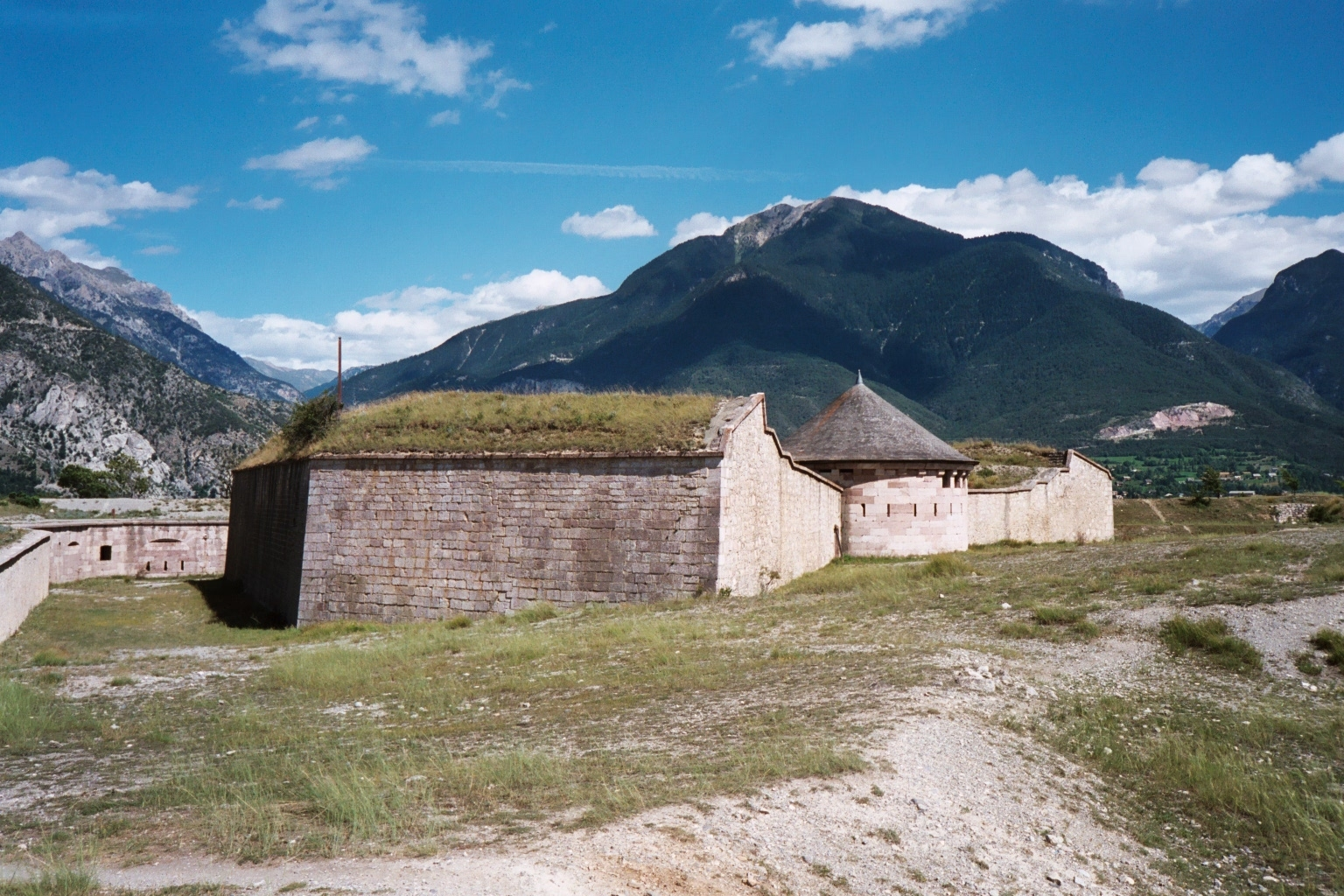
Lunette d’Arçon à réduit et casemates à feux de revers.

Le patrimoine militaire et les fortifications :
- Les casernes[87],[88],[89],[90], l’arsenal[66], le magasin à poudre[91],[92].
- Parmi les fortifications[93],[94], voir le mur d'enceinte, demi-lunes, la caserne Rochambeau qui participe à la défense du front d’Embrun (murs aveugles) et sa charpente. Fort du Mont-Dauphin, œuvre de Vauban construite en 1693 est classé monuments historiques en 1966[95].

Autres éléments de patrimoine :
- La rue centrale pavée, les fontaines, les mesures... L’ensemble est en bon état de conservation, et présente des fortifications de la fin du règne de Louis XIV à la fin du XIXe siècle.
- Le pont sur le Guil remplace le pont Sainte-Marie détruit en 1957[96].
- La coopérative agricole et laiterie industrielle (coopérative laitière) dite Coopérative agricole laitière Guil et Durance[97].
- Mesure banale de grains en pierre.

Le patrimoine religieux :
- L'église Saint-Louis située dans l'enceinte du fort Mont-Dauphin.

Les fondations sont creusées à partir de 1697-99, la première pierre de l’église Saint-Louis est posée en 1700 et le chœur est achevé en 1704. Sa particularité est de n’avoir jamais été terminée, il n’existe que le chœur et le transept.
Le clocher, endommagé par un ouragan en 1838, est reconstruit en 1860. Les murs de la nef ont été construits, mais jamais couverts. Les pierres ont été utilisées dans les années 1880 pour la construction des batteries.
Dans son état actuel, l’église est longue de 18 m et haute de 15. L'édifice est classé monument historique en 1920, 1935 et 1943.
- Le monument aux morts[103],[104].
- La chapelle Saint-Guillaume[105].

### Expositions-animations
- Animation et gestion par le Centre des monuments nationaux de la place forte[106], Fortifications de Vauban inscrites à l'Unesco.
- Little Bighorn[107], œuvre de l'artiste sculpteur Ousmane Sow, installée en juillet 2021, pour une durée de 10 années renouvelables, dans la caserne Rochambeau[108].
- L’Arsenal abrite, lui des concerts et expositions[109].
- Colloque Les Labels : quels enjeux pour le développement de nos territoires alpins ?[110].

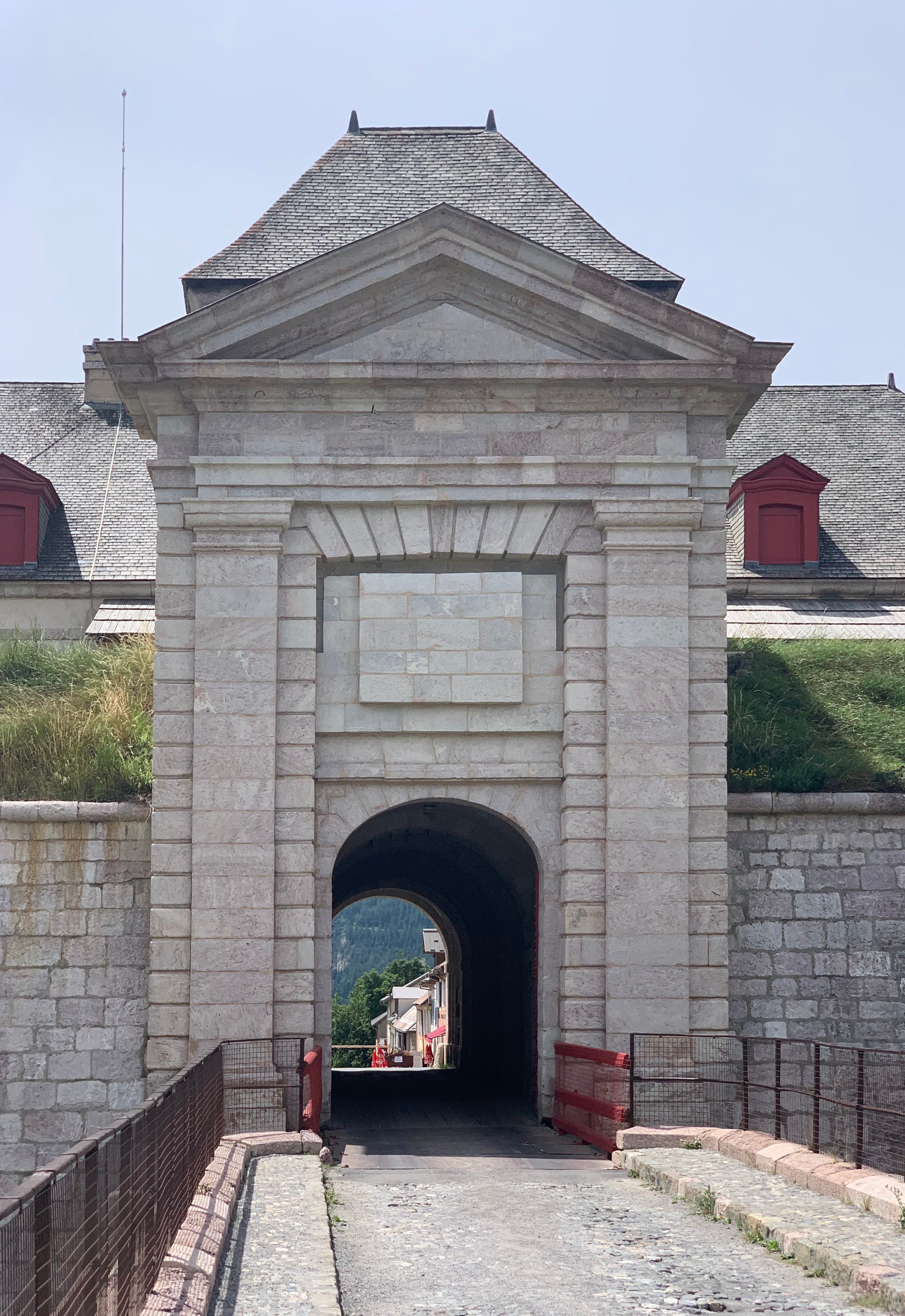
Entrée dans Mont-Dauphin.
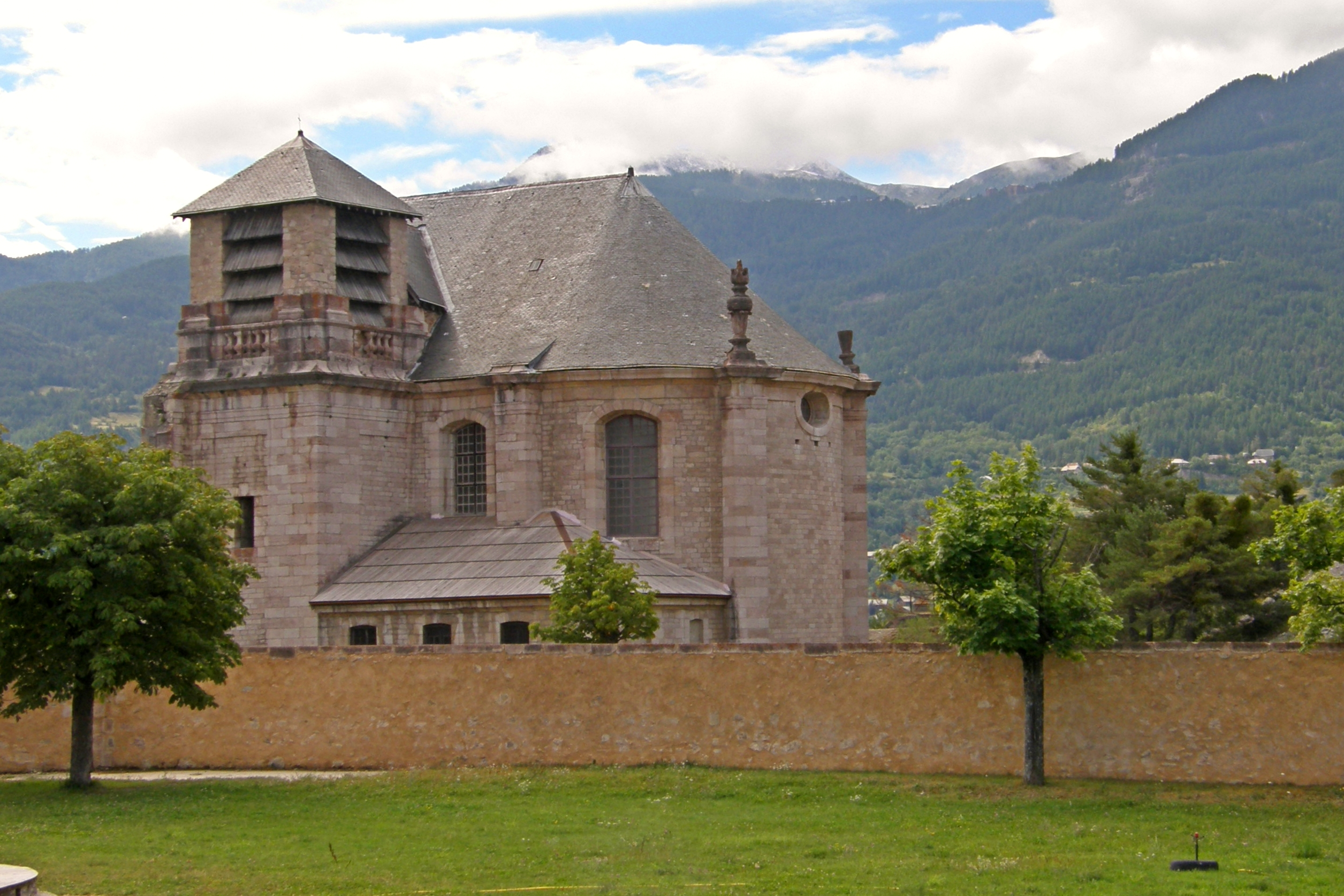
Église Saint-Louis.
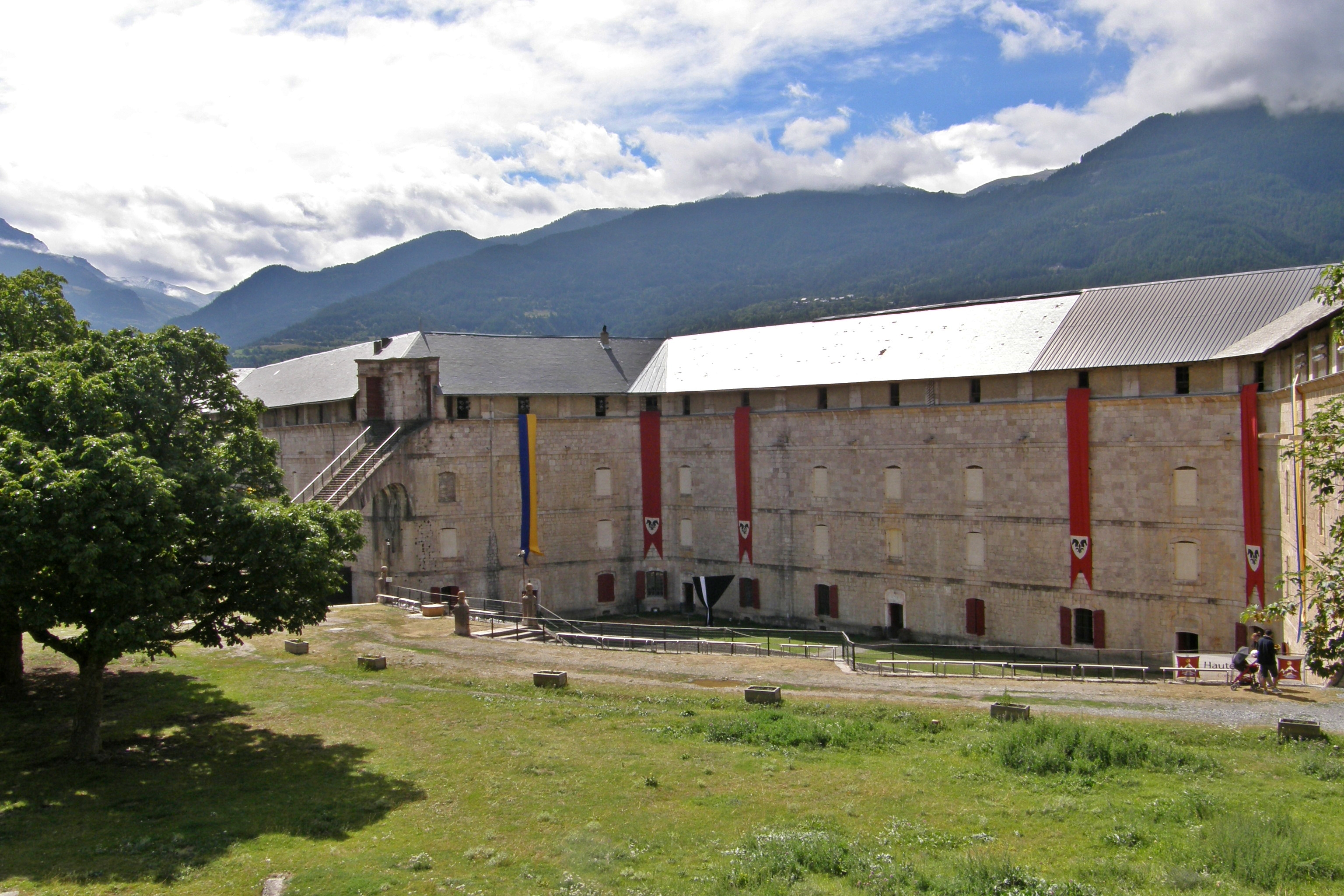
Caserne Rochambeau.
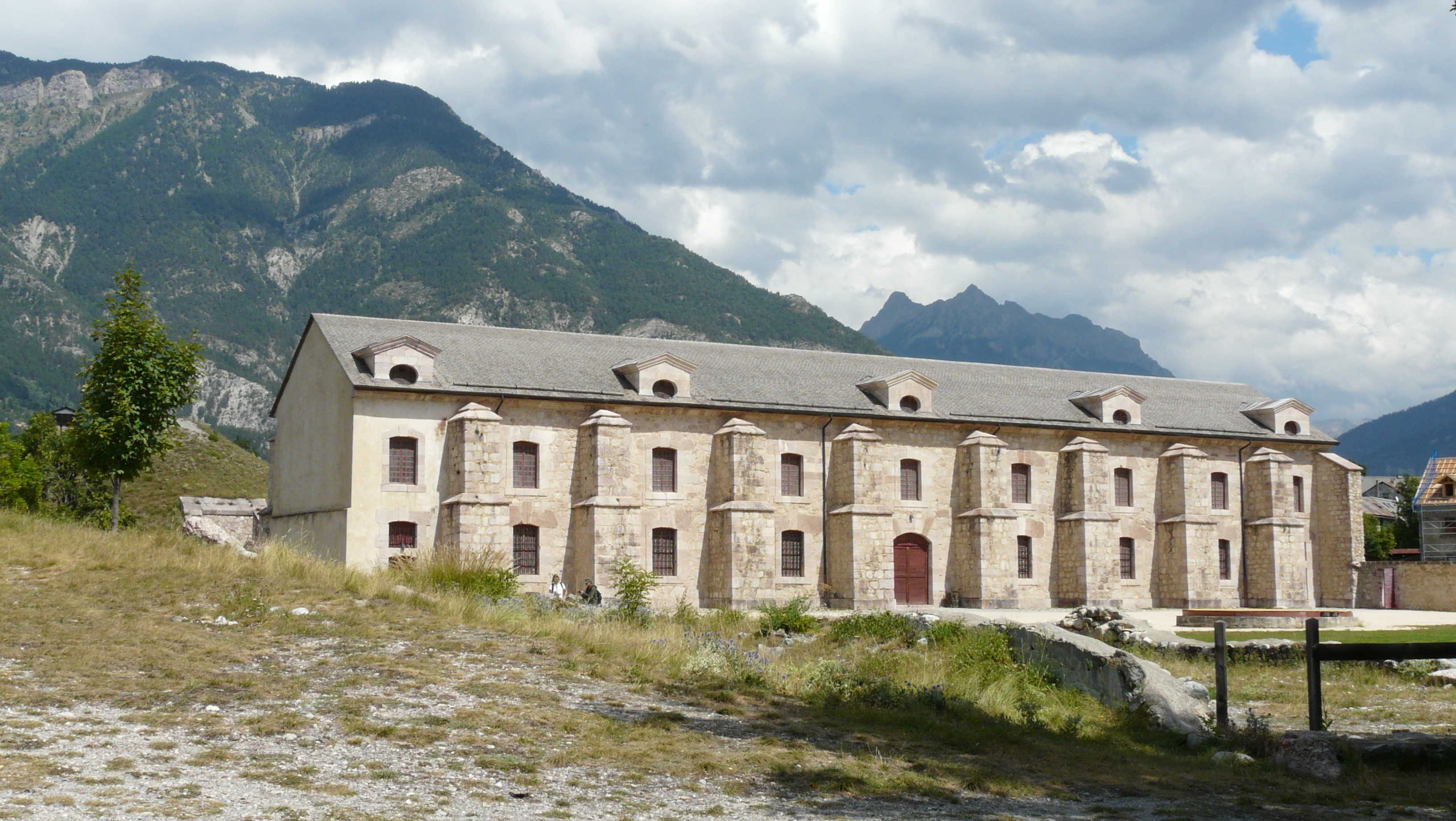
Arsenal du fort.
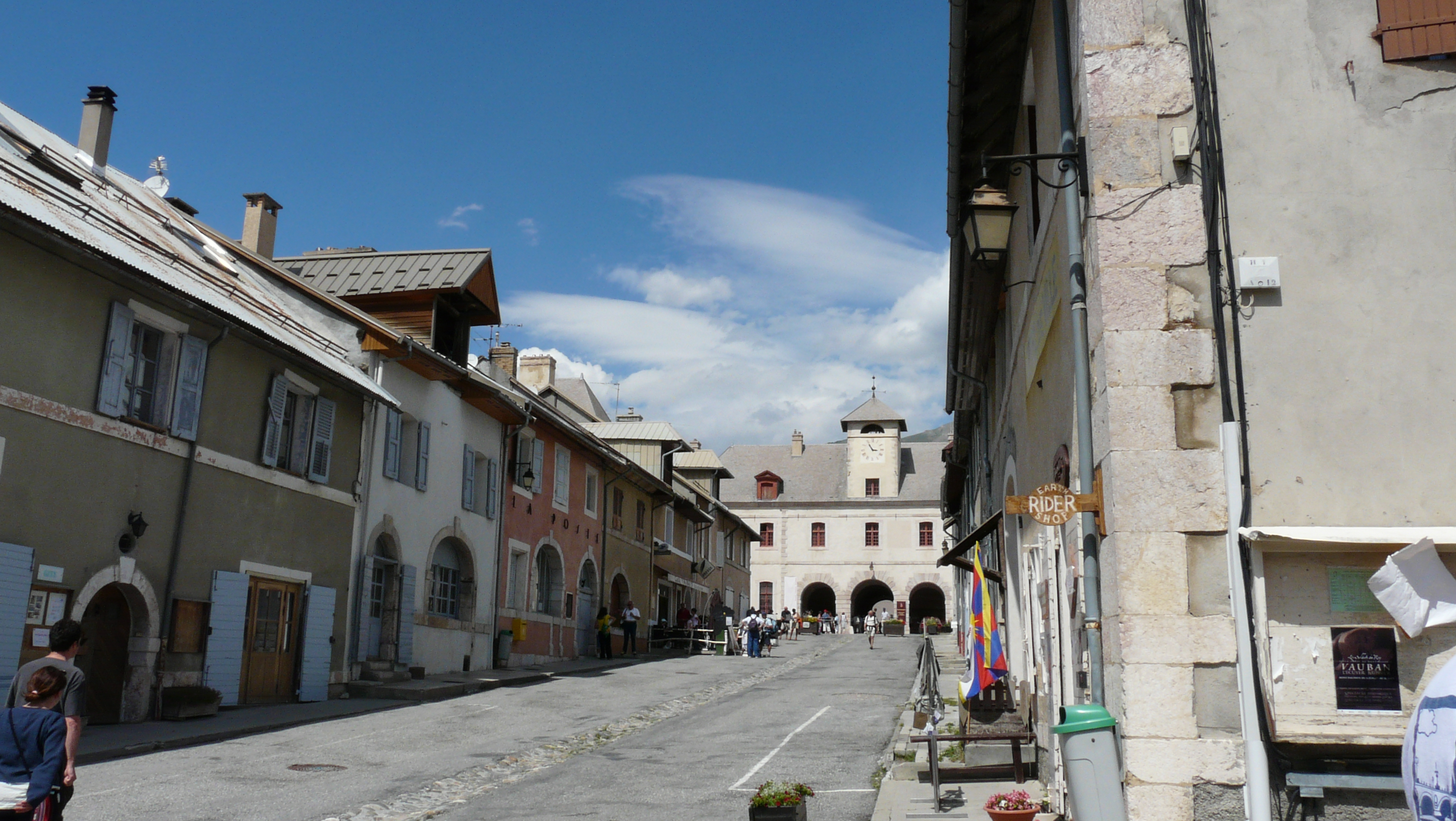
Rue du Fort.
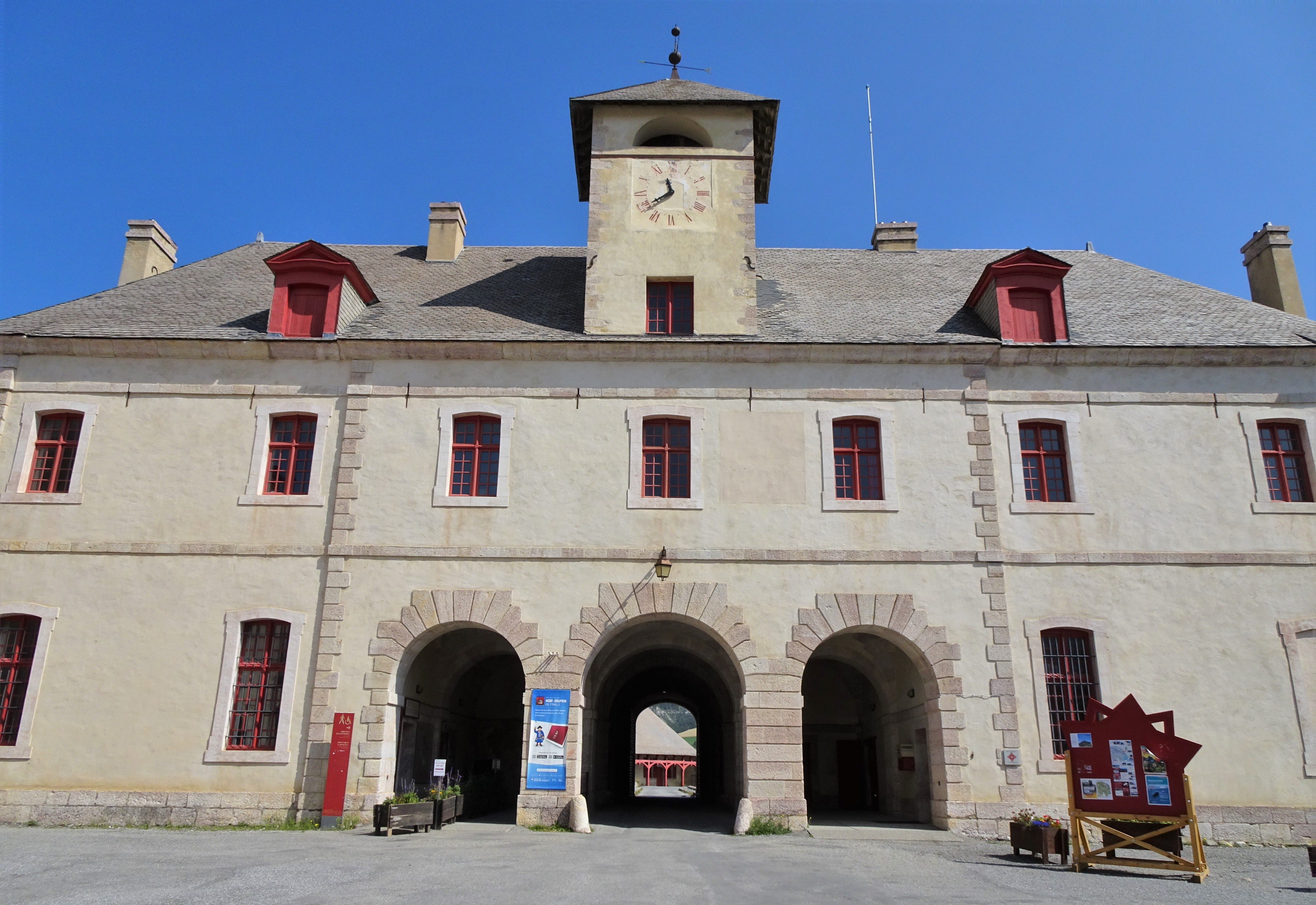
Pavillon de l'horloge.
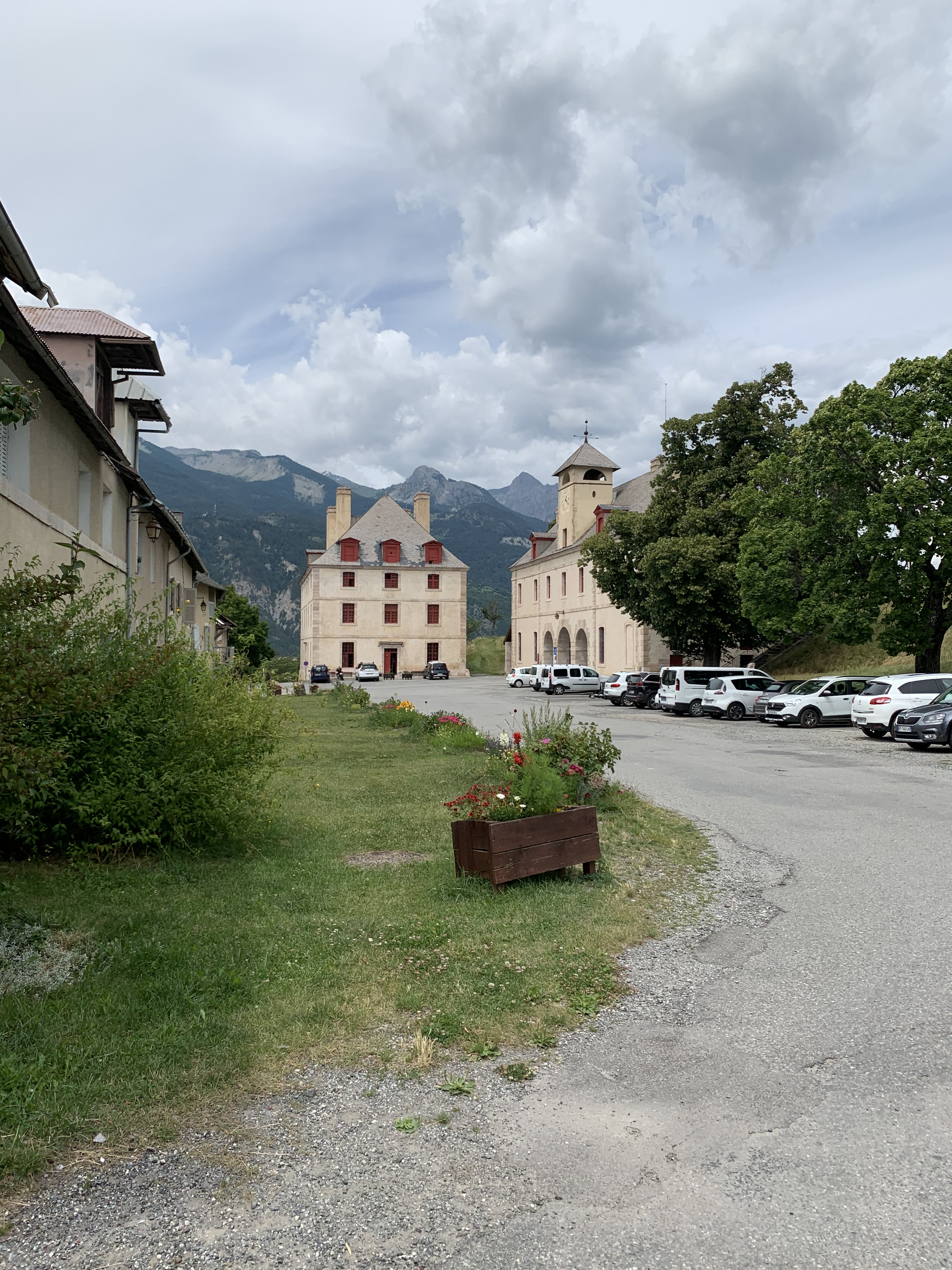
Vue de la Place Vauban.

### Personnalités liées à la commune
- Rouget de Lisle y passa quelques années en garnison dans la décennie 1780, y exerçant selon ses supérieurs ses talents de don Juan[111]
- François Carpantier, ancien prêtre, général de la Révolution française, commandant de la place de 1799 à 1809
- Louise Desgarcins, née à Mont-Dauphin, (1769-1797) tragédienne française, sociétaire du Théâtre-Français et amie de Talma.
- Charles-Benoît Astier, pharmacien français. Né à Mont-Dauphin (Hautes-Alpes) le 6 mars 1771, il est décédé à Toulouse en mai 1836.

### Héraldique
| Blason de Mont-Dauphin | Blason  | Parti : au 1er d'azur à trois fleurs de lys d'or qui est de France, au 2e d’or au dauphin pâmé d’azur, crêté, bardé, loré, peautré et oreillé de gueules, qui est du Dauphiné. |
| Blason de Mont-Dauphin | Détails | Le statut officiel du blason reste à déterminer. |